# Jean-Baptiste Regnault
Jean-Baptiste Regnault (Pariz, 19. listopada 1754. – Pariz, 12. studenoga 1829.), francuski slikar.
Dobivši "Prix de Rome" za sliku "Aleksandar Veliki kod Diogena" boravio je duže vrijeme u Italiji. U doba afirmacije klasicizma pokušava se suprotstaviti J. L. Davidu i njegovoj školi svojim kompozicijama tradicionalno akademske fakture. Bio je na glasu kao pedagog. 

## Djela
- "Prijamova smrt",
- "Kleopatra",
- "Vulkan i Prozerpina",
- "Orest i Ifigenijana Tauridi".